# Kittlitz (Lübbenau/Spreewald)
Kittlitz, niedersorbisch Dłopje, ist ein Ortsteil der Stadt Lübbenau/Spreewald im nördlichen Teil des südbrandenburgischen Landkreises Oberspreewald-Lausitz. Bis zur Eingemeindung nach Lübbenau am 26. Oktober 2003 war Kittlitz eine eigenständige Gemeinde. Zum Ortsteil gehören die Gemeindeteile Eisdorf, Lichtenau und Schönfeld. Am 31. Dezember 2022 lebten im Ortsteil 373 Einwohner, davon 126 in Kittlitz selbst.

## Lage
Kittlitz liegt in der Niederlausitz östlich des Naturparks Niederlausitzer Landrücken und südlich des Spreewalds. Unweit des Ortes liegen die Seen Bischdorfer See und Schönfelder See.
Im Norden grenzt Kittlitz an die Lübbenauer Ortsteile Zerkwitz, Krimnitz und Groß Beuchow mit Klein Beuchow sowie die Stadt Lübbenau/Spreewald und den Gemeindeteil Klein Klessow. Im Osten folgen die Ortsteile Boblitz, Groß Lübbenau und Groß Klessow mit seinem Wohnplatz Redlitz. Im Südosten jenseits des ehemaligen Tagebau Seese-West liegt Bischdorf und im Süden der Calauer Ortsteil Buckow. Südwestlich liegen die Gemeindeteile Lichtenau und Schönfeld. Im Westen auf der gegenüberliegenden Seite des ehemaligen Tagebaus Schlabendorf-Nord liegen Hindenberg und die Orte Willmersdorf-Stöbritz und Egsdorf, die bereits zum Landkreis Dahme-Spreewald gehören.

## Geschichte

### Ortsgeschichte
Bei dem Ort Kittlitz handelt es sich offenbar um eine Gründung der Herren von Kittlitz, einem Adelsgeschlecht mit Stammsitz in Kittlitz in der Oberlausitz, das auch in der Niederlausitz Besitzungen hatte. Die Namensnennungen waren 1298  de Kethelitz, 1363 Kithelicz und im 15. Jahrhundert Kittlitz. Der sorbische Ortsname wurde 1761 als Dlope und Dłobe erwähnt. Der niedersorbische Ortsname leitet sich vermutlich von dem altsorbischen Wort Dłob ab, dessen Bedeutung verlorengegangen ist. Dieses Wort könnte mit dem niedersorbischen Wort dłypaś, was aushöhlen bedeutet, verwandt sein. Auch eine Verbindung zum obersorbischen dypać für hauen oder hacken ist möglich. So bezeichnet der niedersorbische Name eine Höhle oder eine Vertiefung. Der Ortsname Kittlitz beruht auf einem altsorbischen Personennamen Chyteł.
Im Jahr 1363 wurden einer Barbara von Zickow aus Seese fünf Hufen sowie ein Garten in Kithelicz als Leibgedinge verbrieft. Die Besitzer des Dorfes wechselten in der folgenden Zeit mehrfach. 1625 kaufte ein Friedrich Wilhelm von Hoym, der zuvor Teile des Dorfes Schlabendorf besaß, einen Teil von Kittlitz und verlagerte seinen Gutssitz dorthin. Im Ergebnis des Wiener Kongresses kam Kittlitz mit der gesamten Niederlausitz an das Königreich Preußen und gehörte zum Landkreis Calau. Bis 1925 war Kittlitz ein Gutweiler. Zu den Gutshöfen gehörte auch die Kittlitzer Mühle. Ebenso gab es in Kittlitz eine Gastwirtschaft an der durch den Ort führenden Salzstraße und westlich der Fischteiche an der Schrake eine Schäferei.
Ursprünglich war Kittlitz keine Gemeinde, sondern ein Gutsbezirk. 1768 sind die Söhne des Gutsbesitzers, die Brüder Siegismund Friedrich und Christian August von Langenn-Kittlitz, auf der Königliche Landesschule zu Grimma. Im Jahr 1829 war ein Friedrich Wilhelm Ernst von Langenn, Hauptmann a. D., Herr auf Kittlitz. Er wurde im gleichen Jahr Ehrenritter des Johanniterordens. 1836 wurden die beiden Kossäten des Dorfes nach Eisdorf versetzt und ihre Besitztümer in Kittlitz gingen in den Besitz der Gutsherrschaft über, womit sich die gesamte Gemarkungsfläche des Gutsbezirks Kittlitz in deren Besitz befand. Die Familie von Langenn blieb nach dem erstmals 1879 veröffentlichten Generaladressbuch der Rittergutsbesitzer in Preußen einige Jahrzehnte Gutsbesitzer vor Ort. Der Besitz mit Klein-Klessow umfasste 649,51 ha. Das Rittergut wurde nicht mehr selbst betrieben, es war verpachtet an einem Oberamtmann namens Püschel. Die Söhne des Gutsherrn gingen aber standesgemäß auf der für den Adel altehrwürdigen Ritterakademie am Dom in Brandenburg. So auch Gustav von Langenn (1814–1890), verheiratet mit Maria von Watzdorf, nachfolgende Gräfin von Kleist-Zützen, späterer Oberst und Gutsherr auf Kittlitz. 1914 wird in den neuen Landwirtschaftlichen Adressbüchern Fritz (Friedrich Gotthardt) von Langenn (1861–1919) auf Kittlitz erwähnt. Er war mit Elly von Prillwitz verheiratet, die 1920 in Kittlitz starb. 1915 diente eine Siegelvorlage der von Langenn-Kittlitz zur Gestaltung des Wappensaales des Schlosses Lübben als Sitz des Ständeshauses der Niederlausitz.
Mit den Gutsländereien in den Gemarkungen von Eisdorf, Hänchen und Klein-Klessow kam der Gutsbezirk Kittlitz auf eine Fläche von 641,5 Hektar, davon 145 Hektar Wald. Am 30. September 1928, wie überall nach der Kommunalgesetzgebung in Brandenburg, wurde der Gutsbezirk Kittlitz als vormals juristisch eigenständiger aufgelöst und mit dem Dorf in eine Gesamtgemeinde umgewandelt. 1929 gehörte das weiterhin formal bestehende Rittergut der mit 633 ha der Landgesellschaft „Eigene Scholle“ GmbH Frankfurt-Oder/Halberstadt. Das Gut leitete ein eingesetzter Verwalter

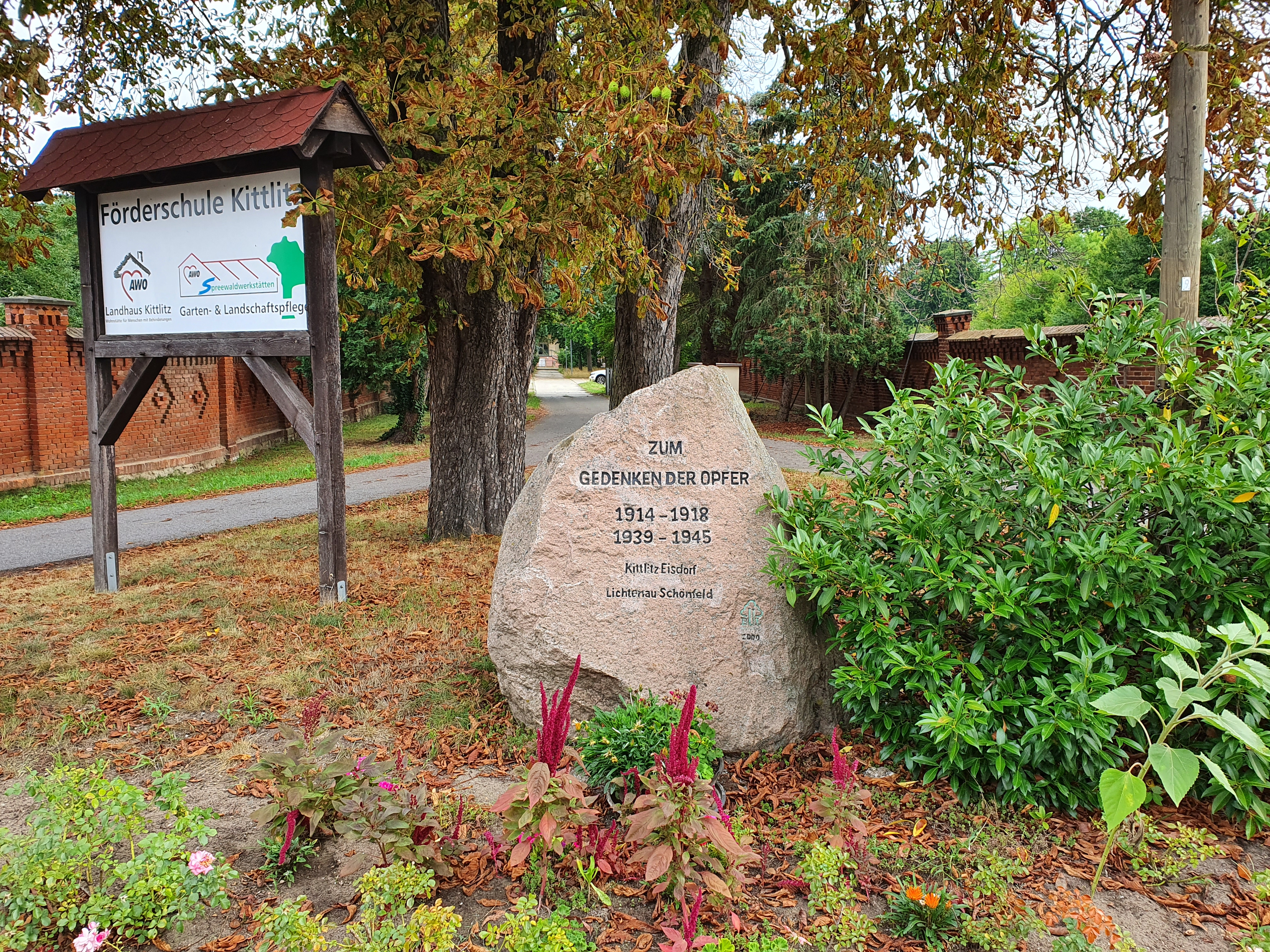
Gefallenendenkmal für die Altgemeinde Kittlitz auf dem Dorfanger (2022)

Mit der brandenburgischen Kreisreform 1950 schied Kittlitz mit weiteren Gemeinden aus dem Landkreis, der in den Landkreis Senftenberg umgewandelt wurde, aus und wurde dem Landkreis Lübben (Spreewald) angegliedert. Im Jahr 1952 kamen die Orte an den neu gegründeten Kreis Calau. Etwa um das Jahr 1960 herum hatten sich alle Bauern aus Kittlitz in den Landwirtschaftlichen Produktionsgenossenschaften „Einheit“ oder „Frieden“ zusammengeschlossen. Die LPGs vereinigten sich später, diese neue LPG wurde wiederum der LPG „Pflanzenproduktion Groß Beuchow“ angeschlossen.
1959 wurde Kittlitz Sitz des VEB „Braunkohlenwerk Jugend“. Ab den 1960er-Jahren wurde in der Gegend um Kittlitz Braunkohle abgebaut, zahlreiche benachbarte Orte wie Seese wurden durch die angrenzende Tagebaue wie Seese-West devastiert. Kittlitz selbst verlor seine Gemarkungsfläche südlich der Schrake, die jedoch unbewohnt war. Zum 1. Oktober 1964 wurden die später devastierten Orte Kückebusch und Vorberg nach Kittlitz eingegliedert. Zum 1. Januar 1967 folgte die Eingliederung des Ortes Eisdorf und am 25. Januar 1968 wurde die Gemeinde Tornow mit dem Ortsteil Lichtenau nach Kittlitz eingemeindet. Am 1. Mai 1974 erfolgte die Eingemeindung von Schönfeld nach Kittlitz. Ein Teil der Gemarkung wurde später an die Gemeinde Zinnitz abgetreten. Kittlitz gehört zum Kirchenkreis Niederlausitz.
Nach 1989 wurden zahlreiche Häuser in Kittlitz neu erbaut. Am 26. Oktober 2003 wurden Kittlitz mit seinen Gemeindeteilen und die Orte Boblitz, Groß Beuchow, Bischdorf, Groß Klessow, Hindenberg, Groß Lübbenau, Klein Radden, Leipe sowie Ragow in Lübbenau/Spreewald als Ortsteile eingegliedert.

### Einwohnerentwicklung
| Jahr | Einwohner | Jahr | Einwohner | Jahr | Einwohner | Jahr | Einwohner | Jahr | Einwohner | Jahr | Einwohner | Jahr | Einwohner |
| ---- | --------- | ---- | --------- | ---- | --------- | ---- | --------- | ---- | --------- | ---- | --------- | ---- | --------- |
| 1875 | 128       | 1933 | 121       | 1964 | 418       | 1989 | 299       | 1993 | 328       | 1997 | 403       | 2001 | 411       |
| 1890 | 116       | 1939 | 121       | 1971 | 324       | 1990 | 299       | 1994 | 336       | 1998 | 398       | 2002 | 411       |
| 1910 | 71        | 1946 | 255       | 1981 | 335       | 1991 | 321       | 1995 | 345       | 1999 | 404       |      |           |
| 1925 | 95        | 1950 | 227       | 1985 | 264       | 1992 | 320       | 1996 | 359       | 2000 | 421       |      |           |

## Kultur und Sehenswürdigkeiten
In Kittlitz gibt es eine Freiwillige Feuerwehr und einen gemischten Chor.

## Wirtschaft und Infrastruktur
Kittlitz liegt südlich des Autobahndreiecks Spreewald, an dem die nördlich des Ortes verlaufende Bundesautobahn 15 in die direkt westlich verlaufende Bundesautobahn 13 übergeht. An die A 13 ist Kittlitz über die gleichnamige Anschlussstelle angebunden.
In Kittlitz befanden sich zu DDR-Zeiten der Verwaltungssitz und die Hauptwerkstätten des Braunkohlenwerkes „Jugend“. Im Ort kreuzten die Gleisanlagen der Kohlezüge aus den Tagebauen bei Schlabendorf und bei Seese. Sie brachten die Braunkohle in die Kraftwerke Lübbenau und Vetschau. Die alten Industrieanlagen wurden inzwischen abgerissen, stattdessen wurde ein Industriepark geschaffen. An der Autobahnanschlussstelle sind ein neuer Kreisverkehr und eine Umgehungsstraße gebaut worden, die fast direkt zum Kreisverkehr vor Groß Klessow führt.
In Kittlitz gibt es eine Förderschule mit zugehörigem Wohnheim für geistig Behinderte. Nach 1989 wurde sie saniert und um einen zweigeschossigen Sportanbau, bestehend aus einer speziellen Schwimm- und einer Turnhalle, erweitert.